# Heinrich von Sick

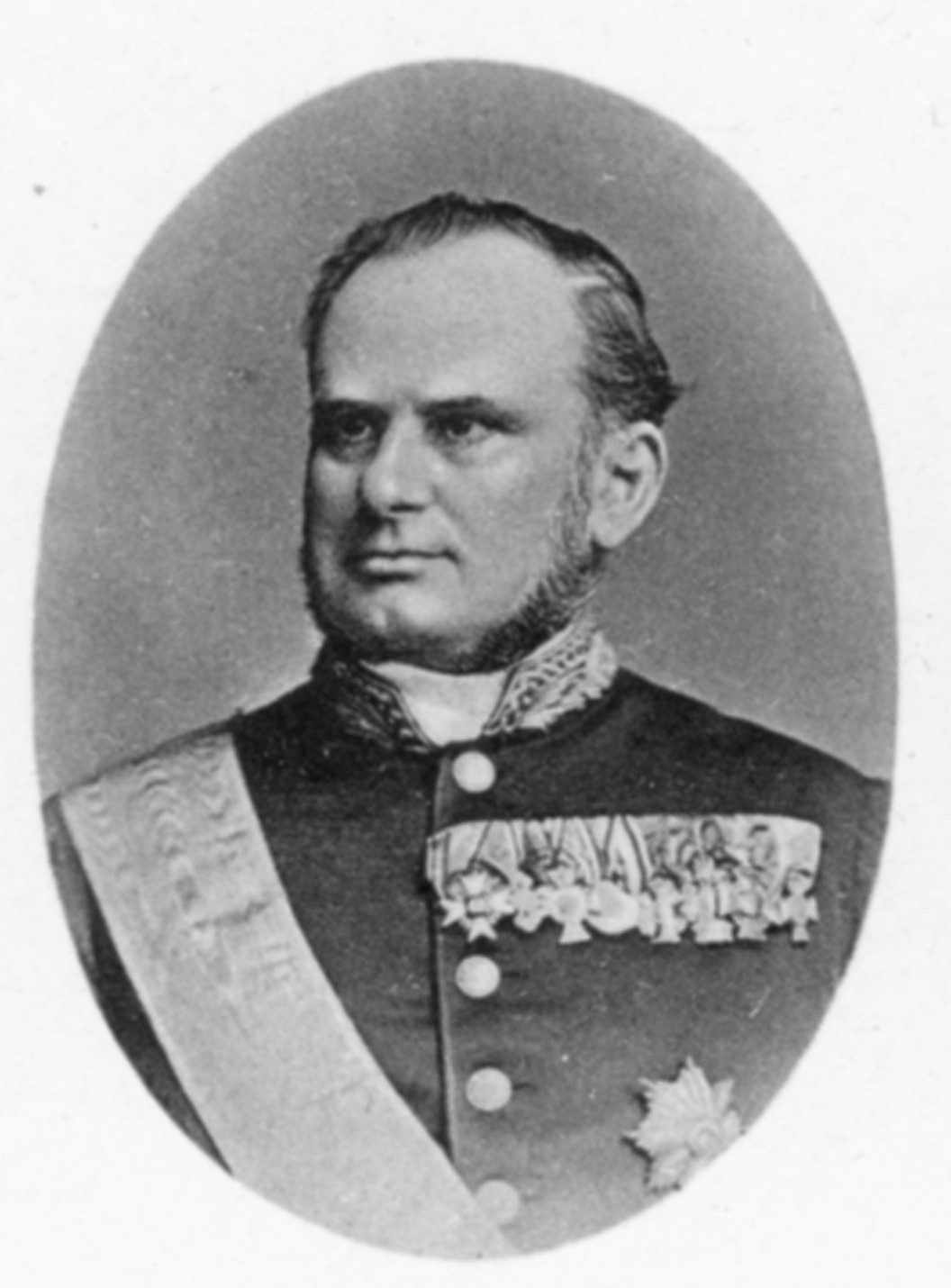
Heinrich von Sick

Christian Christlieb Heinrich Sick, ab 1868 von Sick, (* 9. März 1822 in Stuttgart; † 13. Oktober 1881 ebenda) war von 1862 bis 1872 Stadtschultheiß von Stuttgart mit dem Ehrentitel Oberbürgermeister und anschließend bis zu seinem Tod Innenminister des Königreichs Württemberg. 

## Begabter Bürgersohn
Heinrich Sick wurde 1822 in eine angesehene Stuttgarter Bürgerfamilie hineingeboren. Sein Vater war der wohlhabende Silberschmied Friedrich Christian Sick, welcher Mitglied des Stuttgarter Stadtrats und kurzzeitig des württembergischen Landtags war. Der begabte Junge konnte das renommierte Eberhard-Ludwigs-Gymnasium in Stuttgart besuchen und dort sein Abitur machen. Anschließend studierte Sick an der Eberhard Karls Universität Tübingen Rechtswissenschaften und promovierte auch auf diesem Gebiet.
Durch sein sehr gutes Examen stand Heinrich Sick eine juristische Laufbahn im württembergischen Staatsdienst offen. Seine Karriere als Justizbeamter begann 1847 in Heidenheim und führte ihn über Neckarsulm, Göppingen, Ludwigsburg und Ellwangen sowie nach mehreren raschen Beförderungen zurück in seine Geburtsstadt Stuttgart. Dort wurde er 1857 zum Stadtrichter ernannt und ein Jahr später zum Oberjustizrat befördert.

## Stadtschultheiß von Stuttgart
Nach dem Tod des bisherigen Stuttgarter Stadtschultheiß Georg Gottlob Gutbrod bewarb sich Heinrich Sick im April 1862 um dieses Amt. Er konnte sich als Bewerber mit den meisten Stimmen (4.259 oder 27,5 Prozent) gegen fünf weitere Kandidaten durchsetzen und wurde am 12. Juni 1862 vereidigt. Später wurde ihm der Ehrentitel Oberbürgermeister verliehen. In seiner zehnjährigen Amtszeit widmete er sich vor allem der Reform des Sozialwesens und dem Ausbau der Infrastruktur der rasch wachsenden Residenzstadt. So wurden während seiner Amtszeit die Armenfürsorge und die Volksschulen der Stadt neu organisiert. Außerdem wurde unter seiner Führung ein neuer, erweiterter Stadtbauplan in Auftrag, um das rasche Wachstum Stuttgarts in geordnete Bahnen zu lenken. Die Stadt wuchs während Sicks Amtszeit zwischen 1862 und 1872 von etwa 56.000 auf rund 92.000 Einwohner.
Neben seinem Amt als Stadtschultheiß saß Heinrich Sick von 1868 bis 1872 für Stuttgart als Abgeordneter im württembergischen Landtag. Dort machte er sich einen Namen als guter Redner und stieg bis zum stellvertretenden Parlamentspräsidenten auf.

## Innenminister von Württemberg

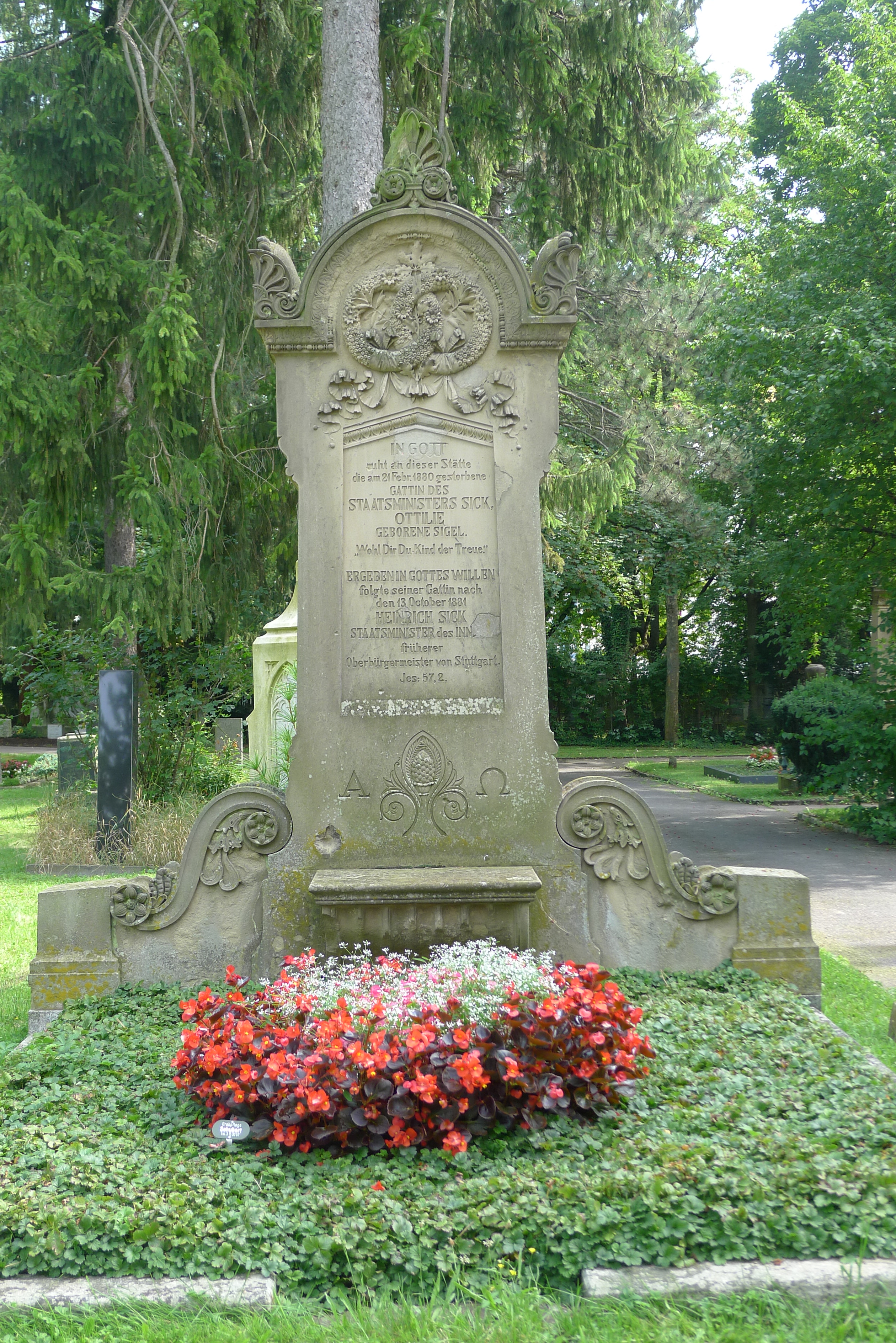
Das Grab Heinrich von Sicks auf dem Stuttgarter Pragfriedhof in Abteilung 16

Auf diese Weise für höhere Aufgaben empfohlen, wurde Heinrich Sick am 16. Mai 1872 zum Staatsminister des Inneren in der Regierung von Hermann von Mittnacht berufen. Weil Württemberg  seit 1871 zum Deutschen Kaiserreich gehörte, hatte Heinrich von Sick als Innenminister nur beschränkte Befugnisse. Auf ihn gehen aber unter anderem Reformen des württembergischen Verwaltungsrechts und der Gemeindesteuern zurück. 

## Ehrungen
- 1864 Ritterkreuz des Friedrichs-Ordens
- 1868 Ritterkreuz des Ordens der Württembergischen Krone[1], wodurch er in den persönlichen Adelsstand erhoben wurde
- 1871 Olga-Orden[2]
- 1872 Ernennung zum Ehrenbürger von Stuttgart
- 1872 Benennung einer Straße in Stuttgart (Sickstraße) nach ihm
- 1881 Ehrendoktor der Eberhard Karls Universität Tübingen

## Privatleben
Heinrich Sick gehörte der evangelischen Kirche an. Er war seit 1849 verheiratet, hatte aber keine Kinder. 
Dr. Christian Christlieb Heinrich von Sick starb am 13. Oktober 1881 im Alter von 59 Jahren in seiner Geburts- und Heimatstadt Stuttgart an einer Bauchfellentzündung. Er wurde auf dem Stuttgarter Pragfriedhof neben seiner Ehefrau Ottilie (geb. Sigel) beigesetzt, die bereits am 21. Februar 1880 gestorben war.